# 第3届大众电视金鹰奖
第3届大众电视金鹰奖授奖大会于1985年4月3日在杭州体育馆举行，由严顺开、张金玲主持。本届金鹰奖将评选范围扩大至1984年1月1日以来中央电视台播出的国外电视剧和演员，也是唯一一次颁发最佳外国男女主角奖项，并且首次有香港电视剧获得最高奖项，获奖的巴西女演员卢塞莉娅·桑脱斯、《霍元甲》监制徐小明和制作方香港亚洲电视高层邝凯迎更专程到场领奖和表演。

## 得奖名单

### 优秀连续剧
- 《今夜有暴风雪》（山东电视台）
- 《霍元甲》（香港亚洲电视台）
- 《夜幕下的哈尔滨》（中国电视剧制作中心、青岛电视台）

### 优秀单本剧
- 《远洋船长和他的妻子》（浙江电视台）
- 《蓝屋》（江苏电视台）
- 《陈毅与刺客》（上海电视台）
- 《花生阿狗》（上海电影制片厂电视部）

### 优秀短剧小品
- 《老梅外传》（武汉话剧院、青山热电厂）

### 优秀儿童剧
- 《小佳佳的一天》（四川电视台）

### 优秀戏曲片
- 《郑小姣》（安徽电视台）

### 优秀译制片
- 《血疑》（广东电视台、广东话剧团译制）

### 最佳男主角
- 李志舆 《徐悲鸿》中饰徐悲鸿

### 最佳女主角
- 任梦《今夜有暴风雪》中饰裴晓云

### 最佳男配角
- 吕毅《今夜有暴风雪》中饰刘迈克

### 最佳女配角
- 洪学敏《故土》中饰叶倩如

### 最佳男配音演员
- 简肇强《血疑》中为大岛茂配音

### 最佳女配音演员
- 姚锡娟《血疑》中为幸子配音

### 最佳国外男主角
- 宇津井健《血疑》中饰大岛茂

### 最佳国外女主角
- 卢塞莉娅·桑脱斯《女奴》中饰伊佐拉